# Рубијано (Парма)
Рубијано је насеље у Италији у округу Парма, региону Емилија-Ромања.
Према процени из 2011. у насељу је живело 461 становника. Насеље се налази на надморској висини од 164 м.